# Мемориален музей (Смилево)
Мемориалният музей (на македонска литературна норма: Меморијален музеј) е исторически и етнографски музей в демирхисарското село Смилево, Република Македония.
Музеят е създаден в 2003 – 2004 година с решение на Министерството на културата по повод стогодишнината на Илинденското въстание. Има изложбена площ от 130 m2. Тематичните области на музея са пет: Смилевският конгрес от 1903 година, животът и дейността на водача на ВМОРО Даме Груев, роден в Смилево, участието на Смилево в Илинденското въстание, дейността на партизанския отряд „Даме Груев“ през Втората световна война и етнографска стая за Смилево.
В Конгресната зала са изложени протоколи от заседанията на конгреса, снимки на участниците, на чети, дисциплинарният въстанически устав, портрети на членове на Главния щаб и копие на значето на Битолския революционен окръг. Оригинални артефакти са револверът на смилевския войвода Велян Илиев и бомба, изработена в една от леярниците в Смилево. Изложено е и оръжие от илинденския период. Стаята за Даме Груев съдържа над 30 фотографии, 14 документа, някои от които се излагат за пръв път, като протокола от съдебното дело срещу Груев, писма от архива му и други. Изложени са и книги за Смилево и за Даме Груев. В залата, посветена на Битолско-преспанския отряд „Даме Груев“, акцентът е върху неговата първа акция от 2 август 1942 година, имаща за цел да попречи на празненството за Илинден в Смилево. На 202 са изложени 50 фотографии и документи за комунистическата дейност в Смилево в периода между двете световни войни, както и партизанско оръжие и военни материали. В етнографската заласа са изложени експонати от материалната култура в Смилево, като народни невестински, женски и мъжки носии. Представена е и традиционната местна къща с вградена мансарда, огнище, софра, ракла.